# Jared MacEachern

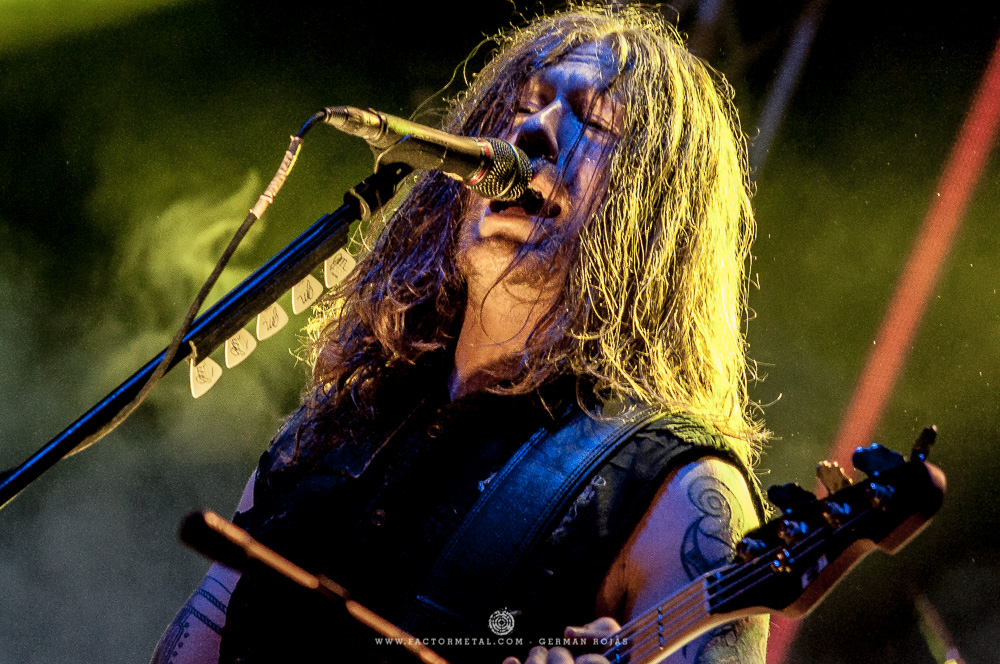
MacEachern mit Machine Head, 2015

Jared MacEachern (* 16. August 1980) ist ein US-amerikanischer Musiker (Bass, Gesang, Gitarre). Er ist Mitglied der Metal-Band Machine Head und spielte zuvor bei Sanctity.

## Werdegang
MacEachern wuchs in North Carolina auf und sang zwischen seinem fünften und dreizehnten Lebensjahr im Kirchenchor. Als zehnjähriger spielte er die Violine und wechselte später zunächst zum Cello und dann zum Bass. Mit zwölf Jahren kam MacEachern zum Metal, als ihm ein Freund das Lied The Unforgiven von Metallica vorspielte. Nach der High School besuchte er kurzzeitig die Brevard School for Music Performance lernte MacEachern die Mitglieder der Band Sanctity kennen. Die Band suchte damals einen Gitarristen. Da MacEachern der Band unbedingt beitreten wollte, wechselte er zur Gitarre und übernahm dazu noch den Gesang. Mit Sanctity veröffentlichte er im Jahre 2007 das erste und einzige Album Road to Bloodshed.
Nach der Geburt seiner Tochter im Jahre 2007 verließ MacEachern die Band Sanctity, die sich kurze Zeit später auflöste. Zwischenzeitlich half er noch bei der Band Machine Head als temporärer Ersatz für Adam Duce aus, der nach einer Verletzung nicht spielen konnte. In der Folgezeit spielte MacEachern in einige lokalen Bands wie From a Dig oder Telic, bevor er sich im Jahre 2010 der von den Malediven stammenden Band Serenity Dies anschloss. Nachdem sich Machine Head im Jahre 2013 von Adam Duce trennten, bewarb sich MacEachern für den frei gewordenen Posten und wurde schließlich in die Band aufgenommen. MacEachern debütierte auf dem im November 2014 erschienenen Album Bloodstone & Diamonds.

## Diskografie

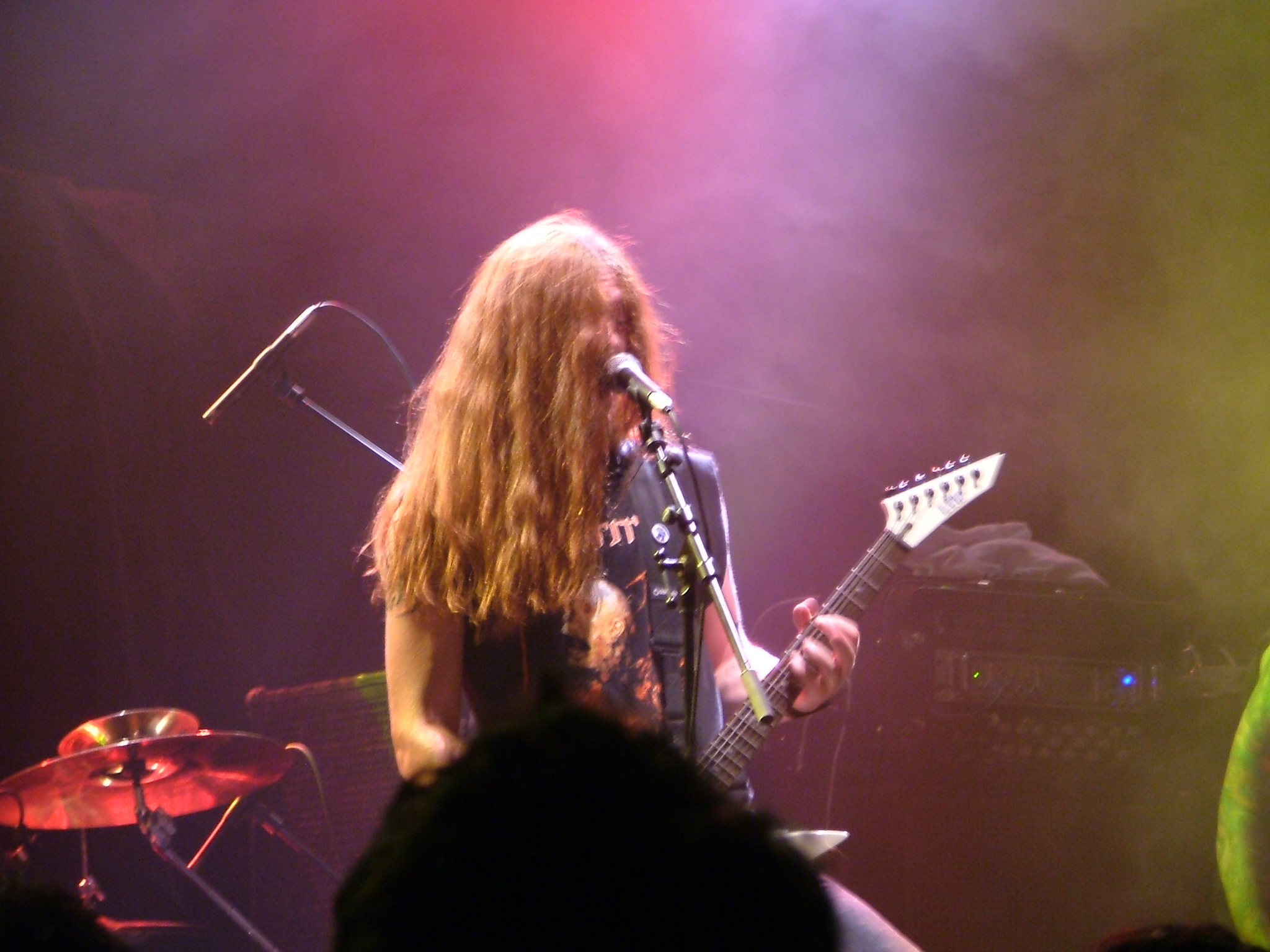
Jared MacEachern, 2007

### Mit Sanctity
- 2007: Road to Bloodshed

### Mit Machine Head
- 2014: Bloodstone & Diamonds
- 2018: Catharsis
- 2022: Of Kingdom and Crown